# Северное морское пароходство
Северное морское пароходство (ОАО СМП) — российская судоходная компания, одна из крупнейших на Северо-западе России, занимающаяся морскими перевозками по всему миру, в том числе по трассе Северного морского пути. Полное наименование — Открытое акционерное общество «Северное морское пароходство». Штаб-квартира — Архангельск.

## История
Учреждение «Товарищества Беломорско-Мурманского срочного пароходства», от которого берет начало «Северное морское пароходство», состоялось в мае 1870 года. Флот рос, в 1896 году он состоял из 10 судов, построенных в Англии, стали регулярными рейсы на Новую Землю, открыта линия в устье Печоры с заходом в Мезень.
С 1908 года суда стали совершать рейсы в Санкт-Петербург с заходом в порты Норвегии.
После гражданской войны и интервенции общий тоннаж флота, зарегистрированного в Архморпорту составлял около 14 тысяч брутто-регистровых тонн. Тем не менее уже в августе 1921 года в первый загранрейс вышел пароход «Субботник» на порты Норвегии, Германии и Эстонии (капитан В. И. Воронин). В июле 1922 года был образован «Госторгфлот» в составе 4 пароходств, в том числе и Северного.
К 1928 году пароходство имело уже 28 судов, в том числе 6 новых грузовых пароходов отечественной постройки. Наряду с активным развитием экспортно-импортных перевозок, шло планомерное освоение трассы Северного морского пути.
В годы Великой Отечественной войны флот пароходства принимал участие в конвойных операциях на Северном морском театре военных действий, потеряв в ходе их 13 судов.
После войны из-за отсутствия тоннажа наступил этап буксирно-лихтерных перевозок. Но уже к концу 50-х годов состав флота стал пополняться пароходами польской и финской постройки, а затем теплоходами типа «Волгалес», а в середине 70-х — специализированными судами типа «Николай Новиков», «Игорь Грабарь» и «Пионер Москвы».
В этот период количественный состав интенсивно обновлённого флота достигал 130 транспортных единиц. Кроме того, в его составе были 4 пассажирских судна, мощный дноуглубительный флот. На фоне ускоренного развития Тимано-Печорского региона суда ледового класса начали доставлять грузы — машины, буровые установки и другую технику через ледовый припай Вангурея, Харасавэя для геологов. Стали ежегодными рейсы «Пионеров» к ледовым барьерам Антарктиды. Лесовозный флот окончательно перешёл на новую технологию перевозки леса в пакетах на специализированных судах. Суда пароходства первыми начали завоз труб большого диаметра из стран Европы в Обскую губу для строящихся магистральных газопроводов.
15 мая 1970 года Указом Президиума Верховного Совета СССР «Северное морское пароходство» награждено орденом Ленина за заслуги в развитии морского транспорта и в связи со 100-летием со дня основания.
С 1978 года в Архангельском порту открыта круглогодичная навигация.
На конец 80-х годов «Северное морское пароходство» являлось крупным многопрофильным транспортным объединением, занимая по определяющим параметрам 5-6 место среди аналогичных компаний Советского Союза. 23 декабря 1992 года государственное пароходство преобразовано в Акционерное общество открытого типа.

## Руководство
«Северным морским пароходством» руководили:

1920 — 1922 гг. — В. Н. Черкасов 

1922 — 1924 гг. — Т. И. Глущенко 

1924 — 1926 гг. — И. А. Лашановецкий 

1926 — 1928 гг. — А. В. Дороднев 

1929 — 1931 гг. — И. Б. Богачёв 

1931 — И. Ф. Сергунин 

1931 — 1934 гг. — Э. Ф. Крастин 

1934 — 1936 гг. — Л. Ф. Манциводо 

1936 — 1937 гг. — С. А. Степанов 

1937 — Н. К. Руденко 

1937 — 1938 гг. — В. С. Тимофеев 

1938 — 1939 гг. — Н. Я. Безруков 

1939 — 1948 гг. — Н. В. Новиков 

1948 — 1956 гг. — И. Ф. Бахвалов 

1956 — 1962 гг. — Д. В. Дудин 

1962 — 1986 гг. — С. И. Кузнецов 

1986 — 2001 гг. — А. Н. Гагарин 

2001 — 2004 гг. — В. Г. Урошников 

2004 — 2010 гг. — В. А. Избицкий 

2010 — 2016 гг. — А. М. Брынцев 

с 2016 года по настоящее время Я. М. Антонов

## Деятельность, сегодняшний день
Компания обладает богатым опытом в организации перевозок продукции лесопромышленного комплекса Архангельской области. Флот компании состоит из судов различного назначения: транспортного, дноуглубительного и служебно-вспомогательного. Регулярно в коммерческий менеджмент принимаются несколько судов.
Флот «Северного морского пароходства» осуществляет доставку грузов на необорудованный берег, линии, трамповые перевозки, буксировку различных объектов, технический менеджмент (ремонт, снабженческие, шипчандлерские и складские услуги),мультимодальные перевозки, обеспечивает тренажерную подготовку экипажей, выполняет корректуру морских навигационных карт, пособий и руководств для плавания, снабжает суда смешанного плавания навигационными картами внутренних водных путей.
Основа флота СМП — суда с ледовым классом Л 1, УЛ-1, что позволяет компании круглогодично работать в порту Архангельск, в портах Скандинавии и Финского залива, на регулярной основе работать на трассе Северного морского пути. Пункты назначения судов компании по трассе Северного морского пути — Земля Франца-Иосифа, Новая Земля, бухта Солнечная, Диксон, Дудинка, Байдарацкая Губа, Тикси, Певек, Мурманск, Сабетта.
Флот и сама компания сертифицированы на соответствие требованиям стандарта безопасности МКУБ.
Суда ОАО «СМП» обслуживают три линии: Архангельск-Континент, Санкт-Петербург-Континент, Санкт-Петербург-Гавр. Линейные суда пароходства оборудованы для перевозки 20- и 40-футовых контейнеров, рефрижераторных контейнеров, негабаритных грузов.
СМП владеет специализированным дноуглубительным флотом, состоящим из двух землесосов и земснаряда. География работ дноуглубительного флота — Ближний Восток, Африка, Европа, Россия. В частности, на Варандее ведутся работы по намыву песчано-гравийной смеси для строительных проектов нефтяников, в Байдарацкой губе Карского моря земкараван «Двинский залив» прокладывает траншею для подводного газопровода.
ОАО « Северное морское пароходство» — победитель в номинации «Лучшая морская судоходная компания отрасли» по итогам 2015 года

## Флот

### Тип «Капитан Лусь»

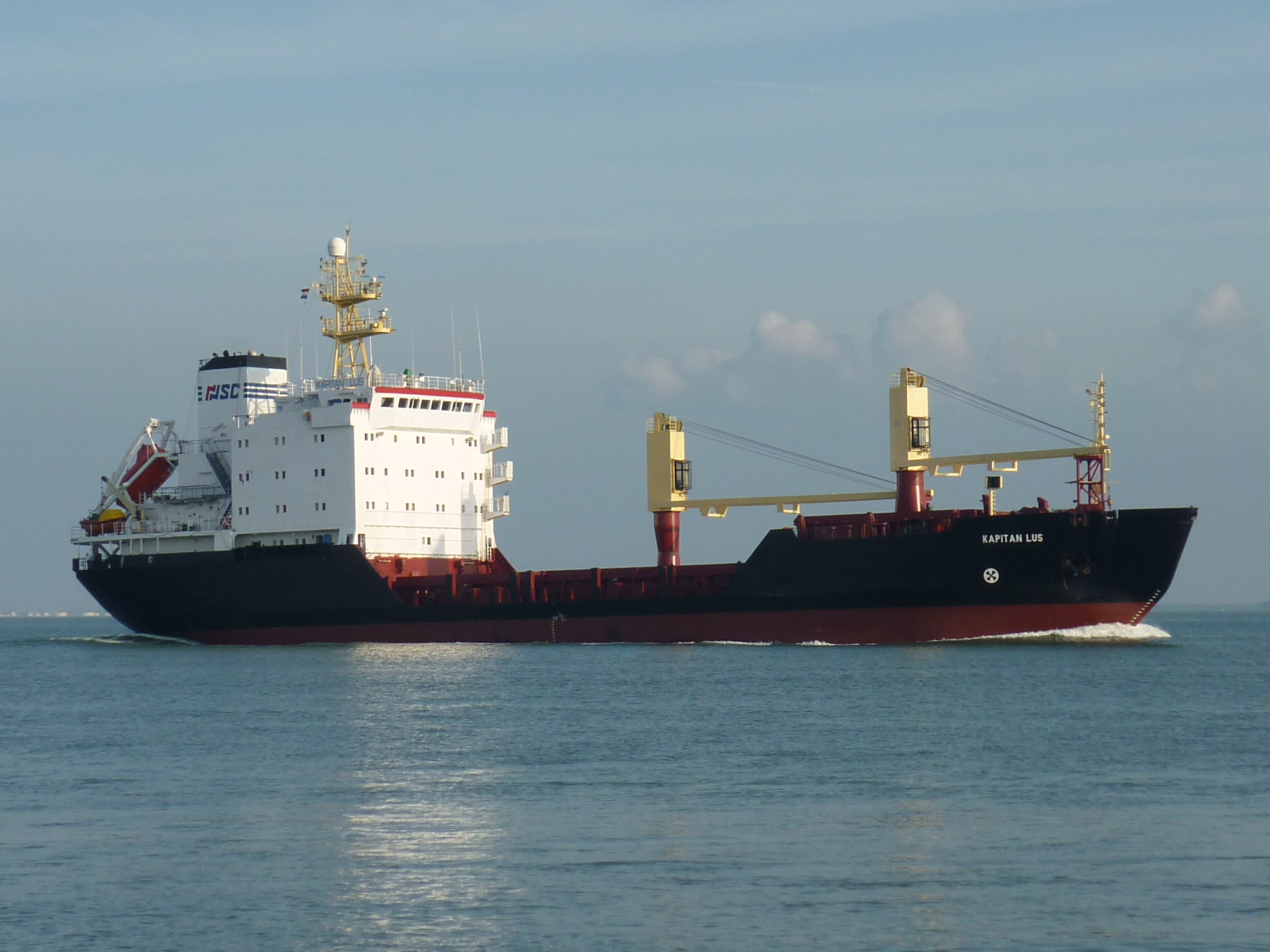
т/х Капитан Лусь

| Длина (в метрах) | Ширина (в метрах) | Высота борта (в метрах) | Дедвейд (в тоннах) | Мощность ГД (в киловаттах) | Ледовый класс  |
| ---------------- | ----------------- | ----------------------- | ------------------ | -------------------------- | -------------- |
| 98,20            | 17,60             | 7,80                    | 4678               | 3356                       | КМ (*) L1 / 1A |

| Т/х             | Год постройки | IMO     |
| --------------- | ------------- | ------- |
| Капитан Миронов | 1995          | 9077563 |
| Капитан Яковлев | 1996          | 9077575 |

### Тип «Павлин Виноградов»

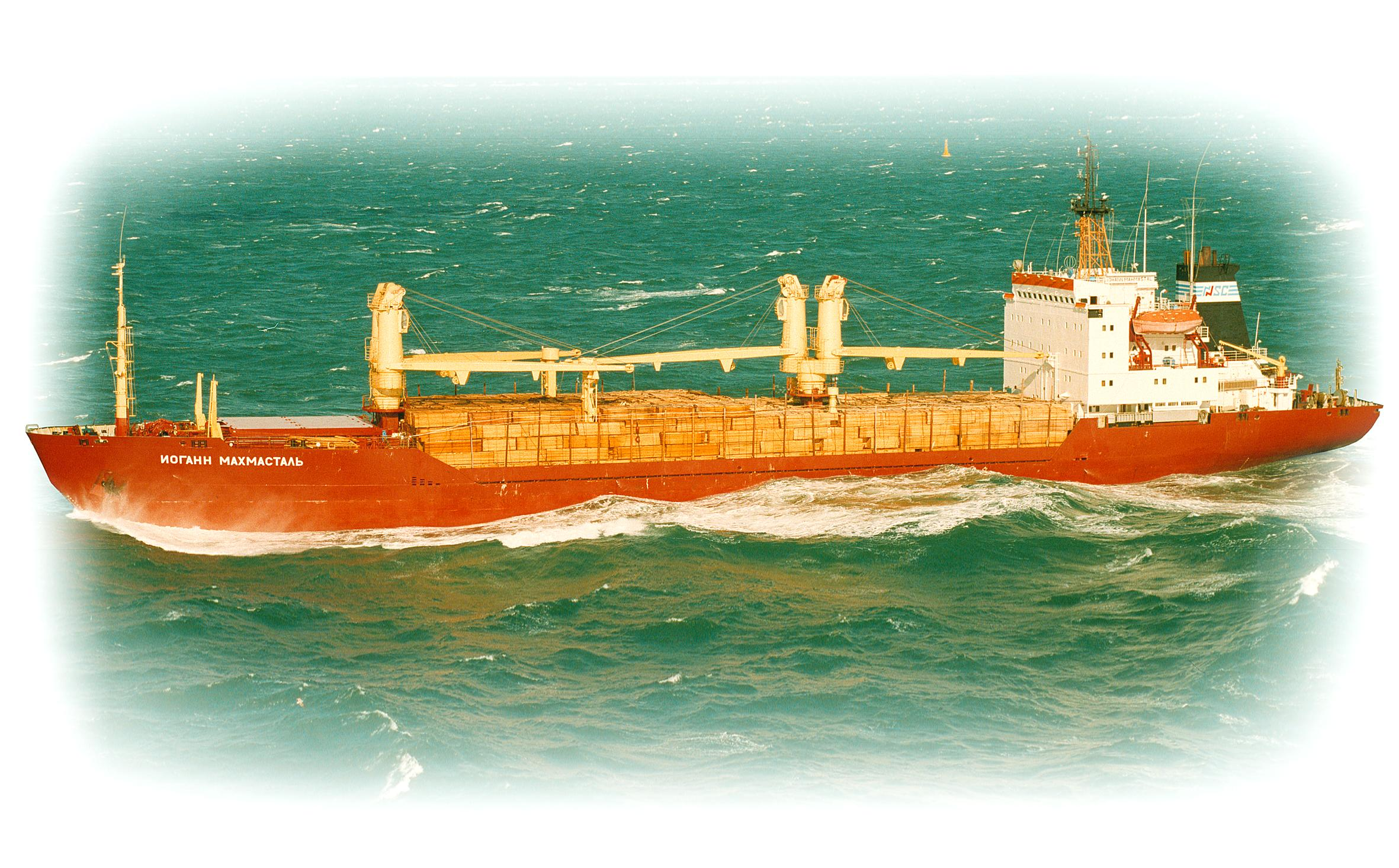
т/х Иоганн Махмасталь

| Длина (в метрах) | Ширина (в метрах) | Высота борта (в метрах) | Дедвейд (в тоннах) | Мощность ГД (в киловаттах) | Ледовый класс          | Примечание   |
| ---------------- | ----------------- | ----------------------- | ------------------ | -------------------------- | ---------------------- | ------------ |
| 131.60           | 19,30             | 8,80                    | 7075               | 4690                       | КМ (*) UL / 1A         |              |
| 156.10           | 19.30             | 8.80                    | 9382               | 4690                       | КМ (*) Arc4 / 1A Super | модернизация |

| Т/х                 | Год постройки                       | IMO     |
| ------------------- | ----------------------------------- | ------- |
| Инженер Плавинский  | 1988 год модернизирован в 2008 году | 8603365 |
| Александр Сибиряков | 1989 год                            | 8603377 |
| Иоганн Махмасталь   | 1990 год                            | 8603406 |
| Инженер Трубин      | 1998 год                            | 8502080 |
| Инженер Вешняков    | 1998 год                            | 8502107 |

### Тип «С. Кузнецов»

т/х С. Кузнецов

| Длина (в метрах) | Ширина (в метрах) | Высота борта (в метрах) | Дедвейд (в тоннах) | Мощность ГД (в киловаттах) | Ледовый класс |
| ---------------- | ----------------- | ----------------------- | ------------------ | -------------------------- | ------------- |
| 107,75           | 18,2              | 10,1                    | 7625               | 3840                       | КМ (*) L1     |

| Т/х         | Год постройки | IMO     |
| ----------- | ------------- | ------- |
| С. Кузнецов | 2001 год      | 9210359 |

### Тип «Михаил Ломоносов»

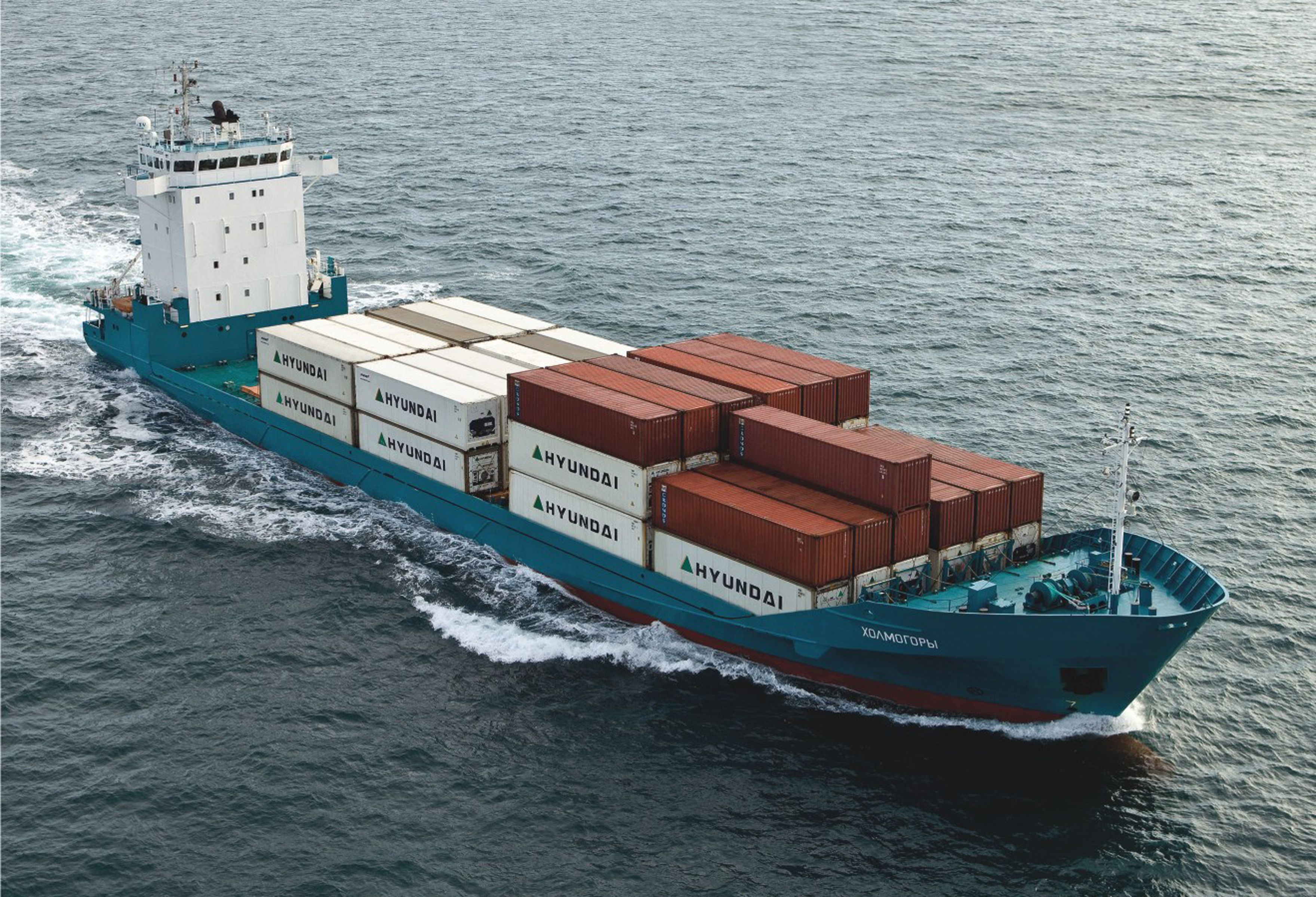
т/х Холмогоры

| Длина (в метрах) | Ширина (в метрах) | Высота борта (в метрах) | Дедвейд (в тоннах) | Мощность ГД (в киловаттах) | Ледовый класс | Примечание       |
| ---------------- | ----------------- | ----------------------- | ------------------ | -------------------------- | ------------- | ---------------- |
| 99,68            | 16,90             | 7,55                    | 4830               | 2940                       | КМ (*) L1R1   | Холмогоры        |
| 99,63            | 16,90             | 7,55                    | 4805               | 3600                       | КМ (*) L1R1   | Михаил Ломоносов |

| Т/х              | Год постройки | IMO     |
| ---------------- | ------------- | ------- |
| Холмогоры        | 1995 год      | 9109081 |
| Михаил Ломоносов | 2000 год      | 9216482 |

### Тип «Механик Ярцев»

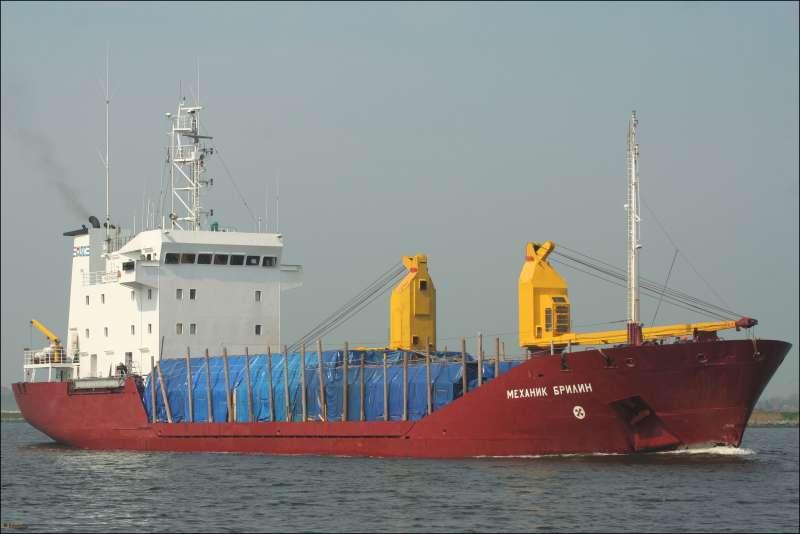
т/х Механик Брилин

| Длина (в метрах) | Ширина (в метрах) | Высота борта (в метрах) | Дедвейд (в тоннах) | Мощность ГД (в киловаттах) | Ледовый класс    | Примечание   |
| ---------------- | ----------------- | ----------------------- | ------------------ | -------------------------- | ---------------- | ------------ |
| 85,20            | 14,50             | 6,00                    | 2654               | 2074                       | КМ (*) L1 / 1B   |              |
| 107,80           | 14,50             | 6,00                    | 3709               | 2074                       | КМ (*) Arc4 / 1B | модернизация |

| Т/х                 | Год постройки                     | IMO     |
| ------------------- | --------------------------------- | ------- |
| Механик Ярцев       | 1990 год                          | 8904367 |
| Механик Макарьин    | 1991 год модернизация в 2011 году | 8904379 |
| Механик Семаков     | 1991 год                          | 8904393 |
| Механик Брилин      | 1991 год                          | 8904408 |
| Механик Котцов      | 1991 год                          | 8904410 |
| Механик Пустошный   | 1992 год                          | 8904422 |
| Механик Пятлин      | 1992 год                          | 8904434 |
| Механик Красковский | 1992 год                          | 8904458 |

### Землесос

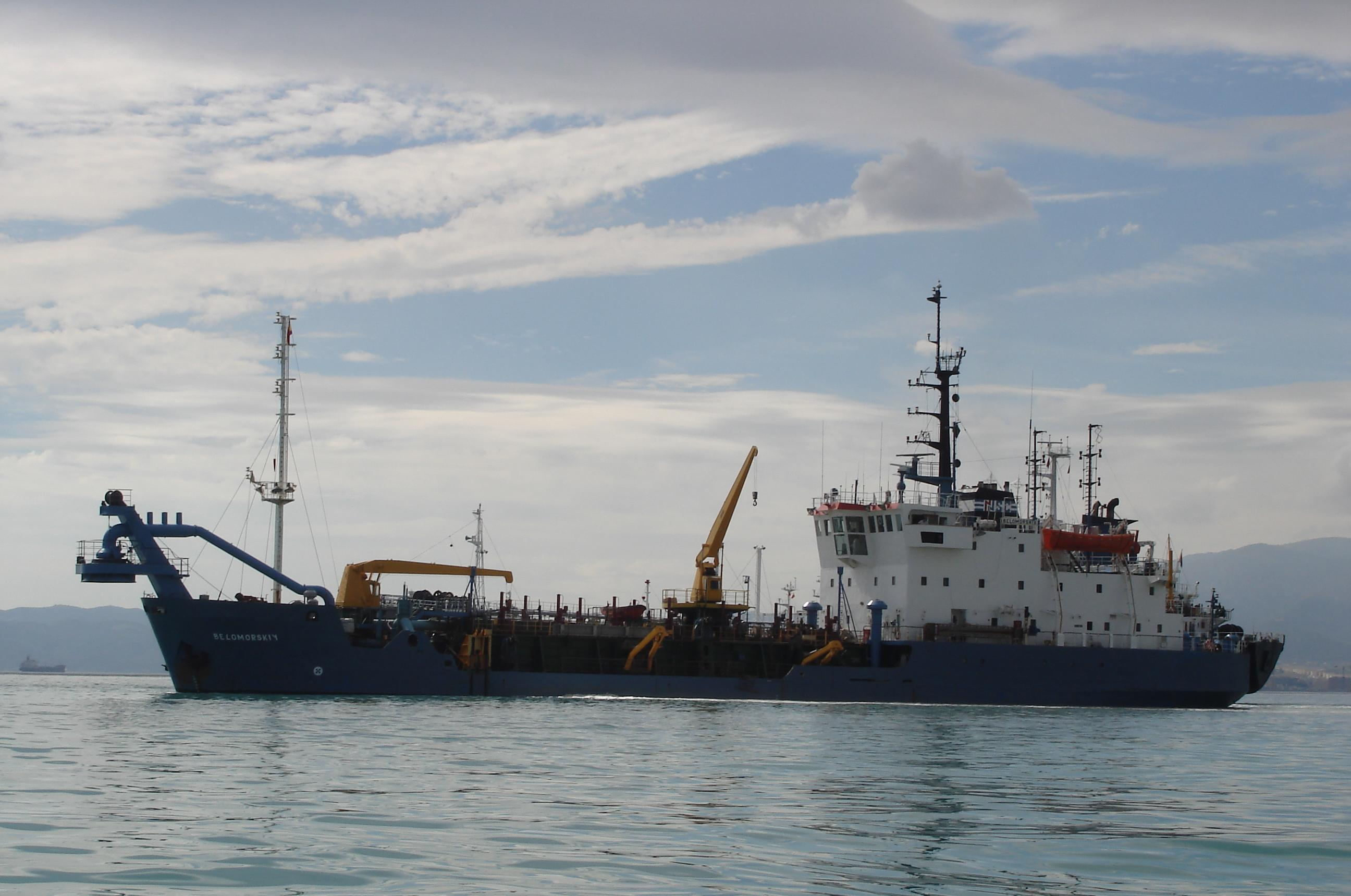
з/с Беломорский

| Длина (в метрах) | Ширина (в метрах) | Высота борта (в метрах) | Осадка (в метрах) | Ёмкость трюма (в кубометрах) | Глубина грунтозабора (в метрах) | Ледовый класс | Примечание  |
| ---------------- | ----------------- | ----------------------- | ----------------- | ---------------------------- | ------------------------------- | ------------- | ----------- |
| 80,49            | 15,10             | 5,60                    | 5,00              | 1304                         | 25,00                           | КМ (*) L1     | Беломорский |

| З/с         | Год постройки | IMO     |
| ----------- | ------------- | ------- |
| Беломорский | 1985 год      | 8305781 |

### Земснаряд

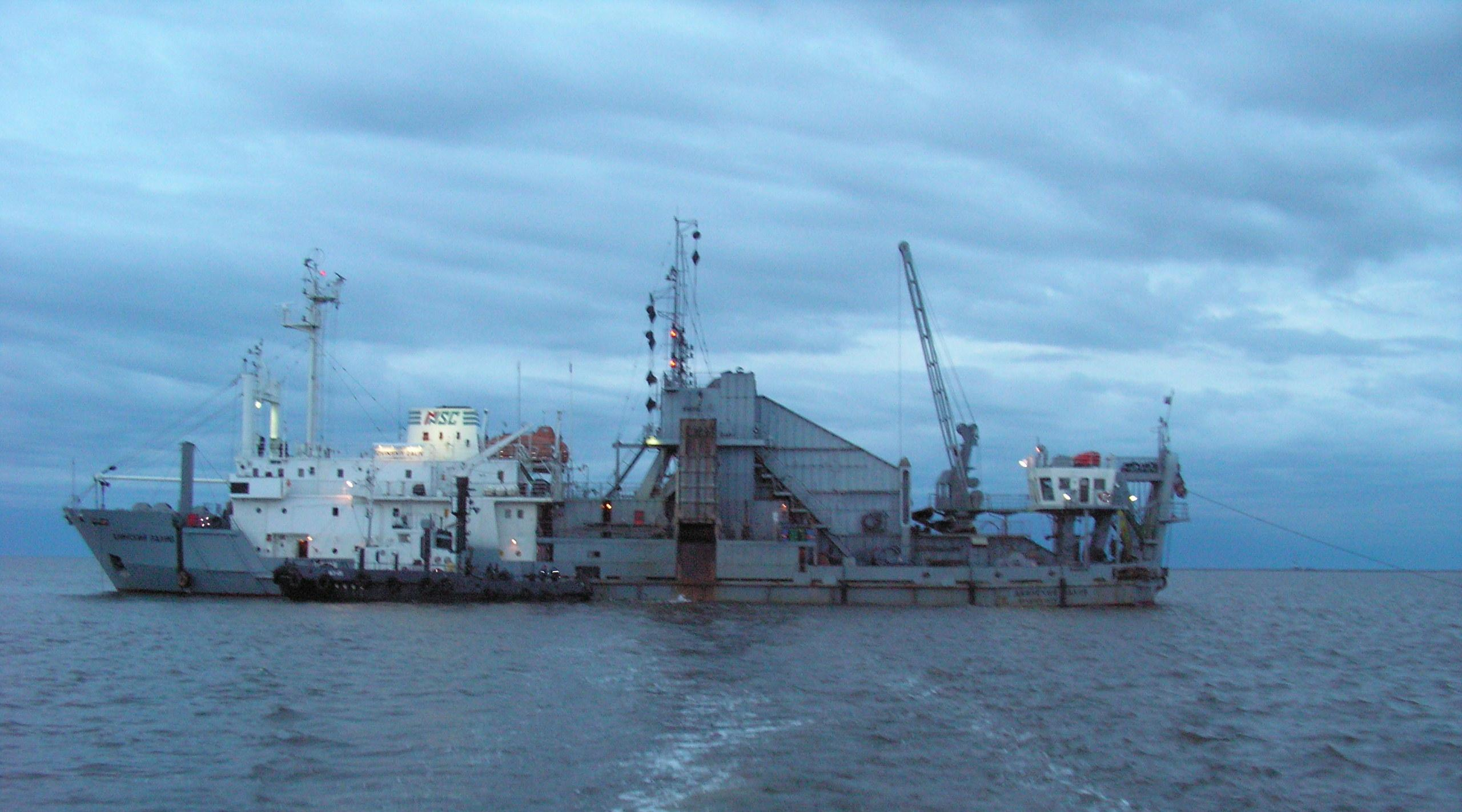
з/с Двинский залив

| Длина (в метрах) | Ширина (в метрах) | Высота борта (в метрах) | Осадка (в метрах) | Глубина грунтозабора (в метрах) | Ледовый класс |
| ---------------- | ----------------- | ----------------------- | ----------------- | ------------------------------- | ------------- |
| 80,17            | 14,40             | 5,20                    | 3,75              | 24,00                           | КМ (*) L3     |

| З/с            | Год постройки | IMO     |
| -------------- | ------------- | ------- |
| Двинский залив | 1989 год      | 8922486 |

### Шаландагрунтоотвозная

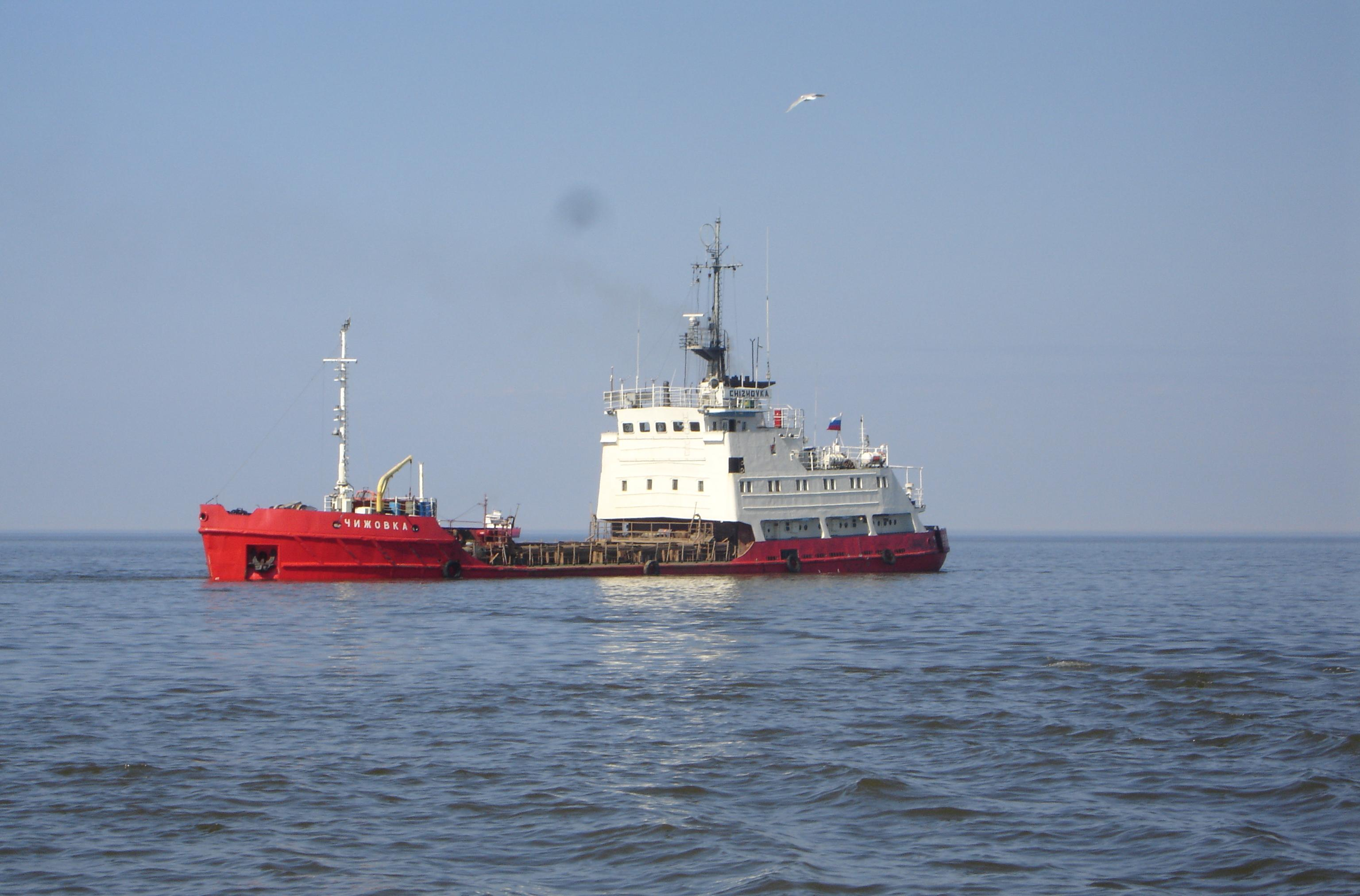
д/ш Чижовка

| Длина (в метрах) | Ширина (в метрах) | Высота борта (в метрах) | Осадка в балласте / в грузу (в метрах) | Ледовый класс | Примечание          |
| ---------------- | ----------------- | ----------------------- | -------------------------------------- | ------------- | ------------------- |
| 56,30            | 11,00             | 4,44                    | 2,85 / 3,70                            | КМ (*) L2     | Чижовка             |
| 55,55            | 10,40             | 4,30                    | 2,60 / 3,60                            | КМ (*) L3     | Териберка Лапоминка |

| Т/х       | Год постройки | IMO     |
| --------- | ------------- | ------- |
| Чижовка   | 1989 год      | 8730455 |
| Териберка | 1974 год      | 8931748 |
| Лапоминка | 1974 год      | 8928143 |